# Kresnice
Kresnice so razpotegnjeno gručasto središčno naselje v srednji Sloveniji, od Ljubljane oddaljeno 25 km proti vzhodu. Ležijo ob desnem bregu reke Save proti Posavskem hribovju v Občini Litija, ob železniški progi Dobova - Ljubljana.
Deli se na »Zgornje« in »Spodnje Kresnice«. Naselje je močno urbanizirano. Neposredno nad krajem se dviga Kresniški Vrh (624 mnm), za katerim je naselje Golišče.
V kraju je industrijski obrat Industrija apna Kresnice (IAK), kjer proizvajajo apno že od leta 1929. Surovino dovažajo po žičnici napeljani od kamnoloma izpod hriba Slivne (880 mnm) onstran Save. V Kresnicah so še otroški vrtec, podružnična osnovna šola in aktivni nogometni klub NK Kresnice. V naselju ob pokopališču stoji župnijska cerkev svetega Benedikta (Župnija Kresnice). 
V spodnjih Kresnicah so še Železniška postaja Kresnice, pošta, trgovina Mercator, bife in avtobusno obračališče.
Kraj se prvič omenja okoli leta 1621.